# Thomas Horton

Título: Juicio del rey Carlos I en Westminster Hall 1649 Descripción física: 1 impresión. Notas: Este registro contiene datos no verificados de la tarjeta de lista de estanterías de la PGA.; Nombre asociado en la tarjeta de lista de estanterías: Wagstaff.

Thomas Horton nació en el año 1603 en Gumley, Leicestershire, Inglaterra, hijo de William e Isabell Horton y murió en octubre de 1649 en Irlanda. Fue un soldado inglés que sirvió en el ejército parlamentario durante la guerra civil inglesa.
Aunque de orígenes humildes, Thomas Horton estudió en el Queen´s College de Cambridge y fue un protegido del poderoso Sir Arthur Haselrig, y alcanzó el grado de coronel en 1643. Sus tropas tuvieron un papel decisivo en varias batallas importantes como la Batalla de Naseby (1645) y la Batalla de St. Fagan´s y St. Afganis(1648).
Como recompensa por sus valerosos servicios a la causa parlamentaria, Thomas Horton recibió tierras confiscadas a los realistas.
En diciembre de 1647 el Parlamento inglés declaró que todos los soldados alistados después del ga de agosto de ese año serían licenciados sin paga. Los que habían sido reclutados anteriormente en el mismo año sólo recibirían la paga de dos meses.
John Poyer, el gobernador militar de Pembroke, se enfureció al recibir la noticia y se negó a acatar la decisión del Parlamento de disolver el ejército. Otros militares se unieron a Poyer, y acudieron a Pembroke en su ayuda. Entre sus seguidores se encontraban el Mayor General Rowland Laugharne y el Coronel Rice Powell.
El Parlamento reaccionó a la rebeldía de Poyer enviando a Thomas Horton con 3.000 soldados para someter a los rebeldes. Rolawnd Laugharne y casi 8.000 rebeldes abandonaron Pembroke y se enfrentaron al ejército parlamentario de Horton en el 8 de mayo de 1648 St. Fagans en Glamorgan. Aunque superado en número, el ejército veterano y disciplinado de Horton consiguió derrotar a los rebeldes. Más de 200 rebeldes resultaron muertos y otros 3.000 fueron hechos prisioneros. Laugharne y los restos de su ejército consiguieron huir de regreso a Pembroke.
Horton sirvió como comisionada de la Cámara Alta de Justicia en el año 1649 y fue uno de los miembros que firmaron la declaración de ejecución del rey Carlos I de Inglaterra. Ese mismo año murió de causas naturales sirviendo a Oliver Cromwell en Irlanda.
Sus herederos fueron privados de sus propiedades durante la Restauración inglesa en la década de 1660.